# Francesco Chiarenti
Francesco Chiarenti (Montaione, 1766 – Montaione, 20 giugno 1828) è stato un politico italiano, medico, agronomo, con importanti incarichi di governo in Toscana durante il periodo giacobino-napoleonico.

## Biografia
Francesco Chiarenti nacque a Montaione nel 1766 da Quintino Pasquale e Caterina Vaccà Berlinghieri. Dopo gli studi classici, Francesco Chiarenti si trasferì a Pisa dove visse in casa dello zio materno Francesco Vaccà Berlinghieri, docente di medicina e chirurgia dell'Università. Chiarenti studiò all'Università di Pisa e si laureò in “filosofia e medicina” il 30 maggio 1785, formulando un'interessante teoria sui vasi linfatici. Si occupò di agricoltura e pubblicò importanti testi, per cui fu socio delle principali accademie d'Inghilterra e di Francia. 
Durante la seconda occupazione francese della Toscana, fece parte (insieme a Enrico Pontelli e Giovanni De Ghoresdel triumvirato che governò il paese dal 27 novembre 1800 al 27 marzo dell'anno seguente e fu detto "dei cento giorni". 
Durante il suo governo si impegnò per rafforzare il potere centrale, organizzare l'esercito toscano (affidando l'incarico al generale Leopoldo Vaccà Berlinghieri, originario delle Colline Pisane, vicine a Montaione, e parente - il padre di Leopoldo Vaccà, Francesco Vaccà Berlighieri era cugino in primo grado della madre del Chiarenti) e convocare un'Assemblea Nazionale, primo passo per la costituzione di una Repubblica toscana.
A causa dell'opposizione francese (Belleville non esità a descrivere, non completamente a torto (Chiarenti si autonominò "Capo di Stato maggiore" con relativo stipendio), il triumvirato come incapace e corrotto: "trois individus sans talents et d'une moralité plus qu'équivoque"), i progetti fallirono (la Toscana venne data a Ferdinando di Borbone-Parma, ovvero al di lui figlio Ludovico I di Etruria).
Negli ultimi anni si ritirò nella natia Montaione per dedicarsi agli studi agrari, partecipando all'attività dell'Accademia dei Georgofili.
Morì nel 1828 e fu sepolto a nella chiesa di San Regolo a Montaione.

## Opere
- Osservazioni sull'Agricoltura Toscana, Riflessioni e osservazioni sulla istituzione de Fattori, sul metodo del Landeschi e sull'ordinamento colonico, Pistoia, 1819: http://books.google.it/books?id=Q1UwAAAAYAAJ&dq=Francesco+Chiarenti&source=gbs_navlinks_s